# 라파스

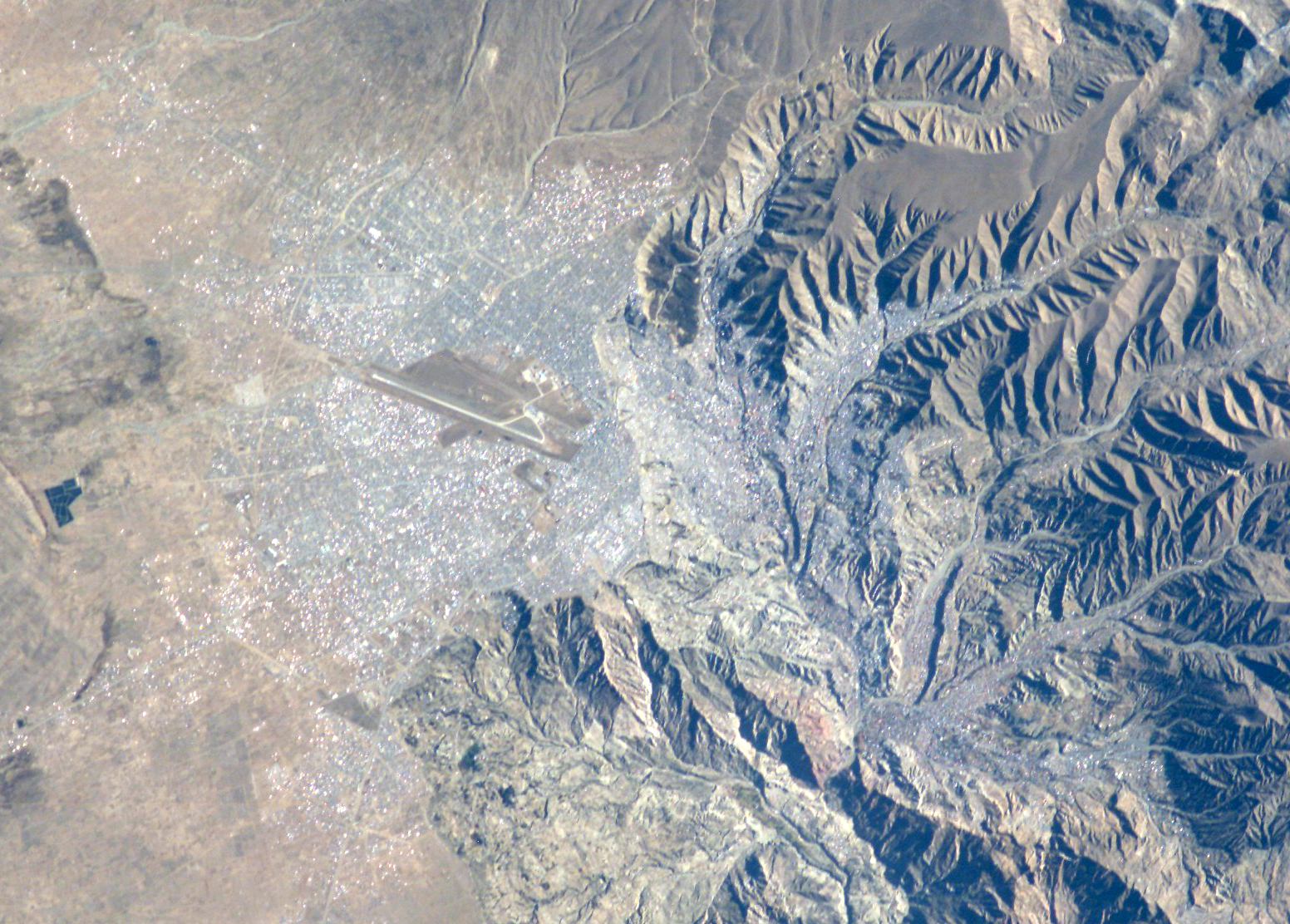
라파스의 위성 사진

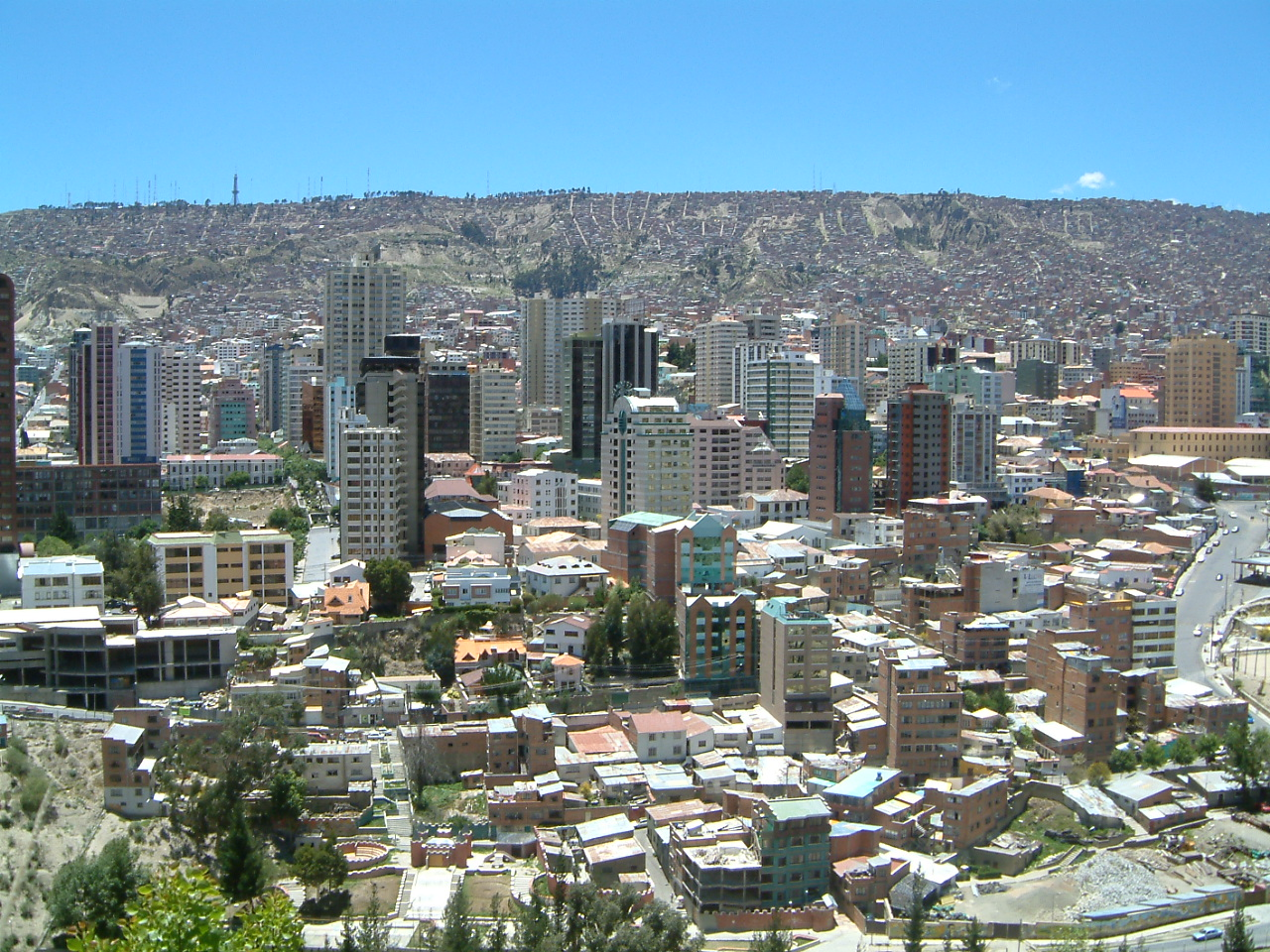
라파스 도심

라파스(스페인어: La Paz, 아이마라어: Chuqi Yapu, 문화어: 라빠스)는 볼리비아의 행정 수도이다. 1548년 에스파냐의 알론소 데 멘도사 선장이 건설했다. 티티카카 호수가 가까이 있고 알티플라노고원에 위치해  평균고도가 3,600m에 달하는, 세계에서 가장 높은 곳에 있는 행정 수도다.

## 역사
원래 추키아고(Chuquiago)라고 불리는 인디언 거주지였다. 1548년에 알론소 데 멘도사가 이곳을 발견했다. 라파스의 정식 이름은 누에스트라 세뇨라 데 라파스(스페인어: Nuestra Señora de La Paz)에서 유래되었다.

## 지리
중심가는 해발 3,600m의 높이에 절구 모양의 지형을 가지고 있다. 그 높은 해발로 인해 구름의 도시로 불린다. 절구의 바닥 부분에 고소득자가, 가장자리 부분에 저소득자가 산다. 지금까지 인구는 계속 증가하고 있으며, 절구 안쪽은 거의 포화가 되었기 때문에 옆에 엘 알토(El Alto)에 시가지가 확대되고 있다. 따라서 시가지의 위와 아래에서 700m 정도의 고도 차이가 있다. 지표면(해발 0m)에 비해 산소 농도가 60% 정도에 불과하므로 여행 시 고산병에 유의해야 한다.
산악 지대에서 눈 녹은 물이나 지하에 수맥이 있으므로 높은 해발에도 불구하고 수자원에 대한 불편은 거의 없지만, 인프라 정비가 지연되고 있기 때문에, 단수가 되는 경우가 많다. 최근 급속한 인구가 증가하고 있는 지역에서는 상하수도 등의 인프라 정비가 따라가지 못해, 위생적인 물이 부족해질 수있다. 하수도가 제대로 정비되지 않아서 약간의 호우에도 도로가 침수되기 쉽다. 따라서 2002년 2월, 50명 이상의 인명피해를 기록한 수해가 발생한 적이 있다.
볼리비아 축구 국가대표팀은 이러한 라파스의 지리적 특징을 이용해서 홈 경기를 무조건 라파스에서만 치르며 그 덕에 볼리비아 축구 국가대표팀이 CONMEBOL 최약체에 해당되는 팀임에도 불구하고 세계최강팀인 브라질 축구 국가대표팀이나 아르헨티나 축구 국가대표팀을 상대로도 좋은 전적을 내고 있다.
| 라파스 (엘알토 국제공항)의 기후                                                                       | 라파스 (엘알토 국제공항)의 기후 | 라파스 (엘알토 국제공항)의 기후 | 라파스 (엘알토 국제공항)의 기후 | 라파스 (엘알토 국제공항)의 기후 | 라파스 (엘알토 국제공항)의 기후 | 라파스 (엘알토 국제공항)의 기후 | 라파스 (엘알토 국제공항)의 기후 | 라파스 (엘알토 국제공항)의 기후 | 라파스 (엘알토 국제공항)의 기후 | 라파스 (엘알토 국제공항)의 기후 | 라파스 (엘알토 국제공항)의 기후 | 라파스 (엘알토 국제공항)의 기후 | 라파스 (엘알토 국제공항)의 기후 |
| 월 | 1월                             | 2월                             | 3월                             | 4월                             | 5월                             | 6월                             | 7월                             | 8월                             | 9월                             | 10월                            | 11월                            | 12월                            | 연간                            |
| --- | ------------------------------- | ------------------------------- | ------------------------------- | ------------------------------- | ------------------------------- | ------------------------------- | ------------------------------- | ------------------------------- | ------------------------------- | ------------------------------- | ------------------------------- | ------------------------------- | ------------------------------- |
| 역대 최고 기온 °C (°F)                                                                                | 25.4 (77.7)                     | 22.8 (73.0)                     | 25.1 (77.2)                     | 22.9 (73.2)                     | 24.0 (75.2)                     | 20.0 (68.0)                     | 23.0 (73.4)                     | 21.0 (69.8)                     | 23.0 (73.4)                     | 23.0 (73.4)                     | 24.2 (75.6)                     | 22.0 (71.6)                     | 25.4 (77.7)                     |
| 일평균 최고 기온 °C (°F)                                                                              | 14.7 (58.5)                     | 14.7 (58.5)                     | 14.6 (58.3)                     | 15.1 (59.2)                     | 15.1 (59.2)                     | 14.6 (58.3)                     | 14.5 (58.1)                     | 15.3 (59.5)                     | 15.7 (60.3)                     | 16.3 (61.3)                     | 17.3 (63.1)                     | 15.8 (60.4)                     | 15.3 (59.6)                     |
| 일일 평균 기온 °C (°F)                                                                                | 9.5 (49.1)                      | 9.5 (49.1)                      | 9.0 (48.2)                      | 8.2 (46.8)                      | 6.5 (43.7)                      | 5.3 (41.5)                      | 5.1 (41.2)                      | 6.0 (42.8)                      | 7.5 (45.5)                      | 8.9 (48.0)                      | 10.0 (50.0)                     | 9.9 (49.8)                      | 8.0 (46.3)                      |
| 일평균 최저 기온 °C (°F)                                                                              | 4.3 (39.7)                      | 4.3 (39.7)                      | 3.4 (38.1)                      | 1.2 (34.2)                      | −2.1 (28.2)                     | −4.0 (24.8)                     | −4.3 (24.3)                     | −3.3 (26.1)                     | −0.8 (30.6)                     | 1.5 (34.7)                      | 2.6 (36.7)                      | 3.9 (39.0)                      | 0.6 (33.0)                      |
| 역대 최저 기온 °C (°F)                                                                                | −3.3 (26.1)                     | −3.3 (26.1)                     | −2.7 (27.1)                     | −4.7 (23.5)                     | −10.3 (13.5)                    | −12.4 (9.7)                     | −11.9 (10.6)                    | −10.0 (14.0)                    | −10.0 (14.0)                    | −5.4 (22.3)                     | −5.0 (23.0)                     | −2.8 (27.0)                     | −12.4 (9.7)                     |
| 평균 강수량 mm (인치)                                                                                 | 133.7 (5.26)                    | 104.7 (4.12)                    | 71.7 (2.82)                     | 31.7 (1.25)                     | 14.3 (0.56)                     | 5.1 (0.20)                      | 7.1 (0.28)                      | 15.2 (0.60)                     | 35.5 (1.40)                     | 38.1 (1.50)                     | 50.5 (1.99)                     | 94.9 (3.74)                     | 602.5 (23.72)                   |
| 평균 강수일수 (≥ 0.1 mm)                                                                              | 20.7                            | 15.8                            | 14.2                            | 9.8                             | 3.6                             | 2.8                             | 2.8                             | 5.1                             | 8.2                             | 10.4                            | 11.5                            | 15.5                            | 120.3                           |
| 평균 강설일수                                                                                         | 0.07                            | 0.0                             | 0.0                             | 0.03                            | 0.0                             | 0.03                            | 0.13                            | 0.67                            | 0.37                            | 0.17                            | 0.17                            | 0.03                            | 1.67                            |
| 평균 상대 습도 (%)                                                                                    | 66                              | 72                              | 67                              | 59                              | 48                              | 42                              | 43                              | 42                              | 48                              | 49                              | 51                              | 60                              | 54                              |
| 평균 월간 일조시간                                                                                    | 179.8                           | 155.4                           | 148.8                           | 165.0                           | 229.4                           | 240.0                           | 235.6                           | 226.3                           | 192.0                           | 179.8                           | 171.0                           | 180.0                           | 2,303.1                         |
| 평균 일일 일조시간                                                                                    | 5.8                             | 5.5                             | 4.8                             | 5.5                             | 7.4                             | 8.0                             | 7.6                             | 7.3                             | 6.4                             | 5.8                             | 5.7                             | 6.0                             | 6.3                             |
| 출처 1: 독일 기상청 (강수: 1961년~1990년, 상대습도: 1951년~1981년), Meteostat (평년값: 1991년~2020년) |                                 |                                 |                                 |                                 |                                 |                                 |                                 |                                 |                                 |                                 |                                 |                                 |                                 |
| 출처 2: Meteo Climat (극값: 1942년~현재), 볼리비아 국립기상수문청 (강설일수: 1981년~2010년)           |                                 |                                 |                                 |                                 |                                 |                                 |                                 |                                 |                                 |                                 |                                 |                                 |                                 |